# José Song Sui-Wan

Bischofswappen von José Song Sui-Wan

José Song Sui-Wan SDB (* 16. Mai 1941 in Shanghai; † 15. November 2012 in Campinas, Brasilien) war brasilianischer Ordenspriester chinesischer Herkunft. Er war Missionar und römisch-katholischer Bischof von São Gabriel da Cachoeira in Brasilien.

## Leben
Song Sui-Wan war eines von sechs Kindern einer katholischen Familie. Sein Vater war Professor an der von Jesuiten geführten Katholischen Aurora Universität von Shanghai. Song Sui-Wan besuchte sas Jesuitenkolleg in Shanghai. 1949 flüchtete er mit seiner Familie in die damalige britische Kolonie Hongkong. Hier trat er 1955 der Ordensgemeinschaft der Salesianer Don Boscos bei, siedelte aber 1959 mit seinen Eltern und Geschwistern nach Brasilien um. Er legte am 31. Januar 1962 in São Paulo die Profess ab und studierte von 1962 bis 1966 Philosophie in Lorena. Nach dem Studium der Katholischen Theologie an der Päpstlichen Universität der Salesianer in Rom empfing er am 17. Juli 1971 in São Paulo die Priesterweihe. Er erlangte Lizenziate in Literatur, Geschichte und Philosophie. 
José Song Sui-Wan arbeitete an verschiedenen Schulen, Fakultäten und Instituten als Lehrer und Professor für Sprachen, Philosophie, salesianische Pädagogik, Italienisch, Musik und Musiktheorie sowie Theologie. Außerdem war er an verschiedenen Orten Pfarrer sowie zeitweise Ökonom und Vikar des Philosophischen Instituts in Lorena, Vikar im Noviziat São Carlos und Direktor des Instituts Unserer Lieben Frau, Hilfe der Christen, in Cruzeiro. Zuletzt war er von 1994 bis 2002 Direktor des Oratoriums São Luís in Araras.
Papst Johannes Paul II. ernannte ihn am 23. Januar 2002 zum Bischof von São Gabriel da Cachoeira im Amazonasgebiet in Brasilien. Am 27. April 2002 spendete ihm sein Vorgänger Walter Ivan de Azevedo SDB in Araras die Bischofsweihe. Mitkonsekratoren waren der Bischof von Osasco, Ercílio Turco, und der Bischof von Lins, Irineu Danelón SDB. Sein Wahlspruch lautete „Vidimus stellam eius in Oriente“ (Wir haben seinen Stern im Osten gesehen).
José Song Sui-Wan sprach fließend Chinesisch und andere lokale Dialekte, Portugiesisch, Englisch, Italienisch, Spanisch, Latein, Griechisch, Französisch und Deutsch.
Am 4. März 2009 nahm Papst Benedikt XVI. sein aus gesundheitlichen Gründen vorgebrachtes Rücktrittsgesuch an.